# クレデンシャル・スタッフィング
クレデンシャル・スタッフィング（英語: Credential stuffing）とはサイバー攻撃の一例 。攻撃者は盗まれたアカウント認証情報から通常は利用者名またはメールアドレスの一覧とそれに対応するパスワードを収集して（多くの場合はデータ流出に起因）、それら情報を悪用してウェブアプリケーションに自動ログイン要求を大規模に送りつけ、他のシステムの利用者アカウントに不正にアクセスすること。認証情報のクラッキング（英: credential cracking）とは異なり、クレデンシャル・スタッフィング攻撃の攻撃者は総当たり攻撃やパスワードの推測を試みず – すでに発見済みの（数千から数百万に及ぶ）多数の資格情報ペアのログインを自動化するだけで、右のようなツールを用いる。標準的ウェブ自動化ツールの Selenium、cURL、PhantomJS他。もしくはこの種の攻撃専用に設計された Sentry MBA、SNIPR、STORM、Blackbullet、Openbullet など。